# Airbus THOR
Airbus THOR (Test of Hi-tech Objectives in Reality) — беспилотный летательный аппарат (БПЛА), созданный компанией Airbus частично посредством процесса 3D-печати. Это, возможно, второй в мире самолет созданный с помощью 3D-печати, поднявшийся в воздух через четыре года после SULSA, первого подобного аппарата созданного в 2011 году. Впервые представленн на авиасалоне в Берлине в 2016 году, кроме электрических деталей двигателя, беспилотная модель полностью выполнена методом 3D-печати из полиамида. Хотя самолёты Thor все ещё находятся в фазе бета-тестирования, они предназначены для того, чтобы сделать полеты более экономичными и безопасными. Первый полет THOR совершил в ноябре 2015 года под Гамбургом, где он прошел большую часть испытаний.